# 무함마드 부아지지

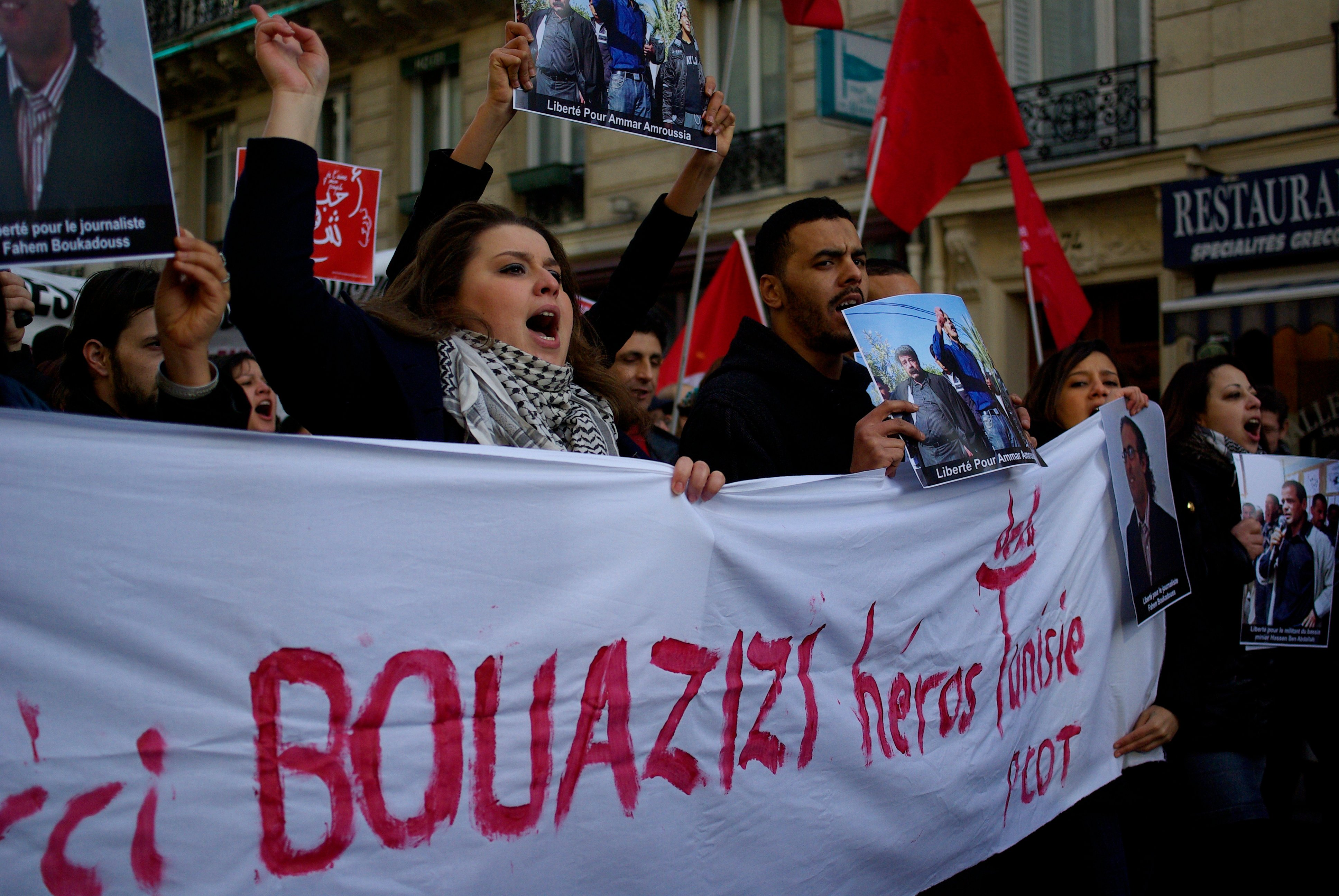

타리크 알타이브 무함마드 부아지지(아랍어: طارق الطيب محمد البوعزيزي, 1984년 3월 29일 ~ 2011년 1월 14일)는 튀니지의 상인, 인권운동가였다.

## 생애와 활동
1984년 튀니지의 시디부지드에서 태어났다. 그의 아버지는 리비아에서 노동자로 일을 하여 돈을 벌었으나, 그가 세 살이었을 때, 심장마비로 사망했다.
그는 가난한 집안에서 살았는데, 교실이 하나 밖에 없는 작은 학교에서 교육을 받아야 했다. 어렵게 졸업했던 부아지지는 일자리를 구할 수 없었으며, 그의 어머니와 여섯 식구들을 위해 고향에서 노점상을 했다.
2010년 12월 17일, 과일과 채소를 취급하는 노점을 하던 부아지지는 경찰들에게 허가를 받지 않고 장사를 했다는 이유로 저울과 과일, 채소들을 모두 압수당하게 되었다. 압수되었던 저울을 찾으려면 돈을 바쳐야 했으나 그럴 돈이 없었다. 항의를 한 그는 경찰들에게 구타를 당하고 욕을 들었으나 이를 참고, 민원을 제기했으나 이는 파기되었다.
이에 격분한 그는 시청 앞에서 자신의 몸에 가솔린을 붓고 불을 붙여, 분신을 시도하여 항의했다. 심한 화상을 입은 그는 벤아루스의 병원에서 치료를 받았으나 1월 4일, 26살의 나이로 사망했다. 이 소식을 듣게 된 시민들은 경찰과 정부를 비난했으며, 이는 시위로 이어졌다. 2011년 1월 14일 튀니지의 대통령이었던 제인 엘아비디네 벤 알리는 사우디아라비아로 망명을 하였다. 훗날 이 사건은 재스민 혁명이라고 불리게 되었다.

## 같이 보기
- 틱꽝득
- 얀 팔라흐